# Sulli
Cshö Dzsilli (hangul: 최진리, RR: Choe Jin-ri; 1994. március 29. – 2019. október 14.), ismert művésznevén Sulli (hangul: 설리, Szolli, RR: Seolli) dél-koreai énekesnő, színésznő, az f(x) együttes egykori tagja. 2015-ben kilépett az együttesből, hogy színésznői karrierjére koncentrálhasson. 2019. október 14-én otthonában találták meg holtan, a rendőrség a boncolást követően öngyilkosságot állapított meg.

## Diszkográfia
| Cím                                               | Év              | Legmagasabb helyezés | Album             |                 |
| Cím                                               | Év              | KOR                  | Album             |                 |
| Szólóelőadóként                                   | Szólóelőadóként | Szólóelőadóként      | Szólóelőadóként   | Szólóelőadóként |
| ------------------------------------------------- | --------------- | -------------------- | ----------------- | --------------- |
| Goblin (고블린)                                   | 2019            | —                    | Goblin (kislemez) |                 |
| Közreműködő előadóként                            |                 |                      |                   |                 |
| Dayfly (하루살이) Dean (feat. Sulli & Rad Museum) | 2018            | 37                   | –                 |                 |

## Filmográfia

### Filmek
| Év   | Cím                                         | Szerep                        | Hiv.   |
| ---- | ------------------------------------------- | ----------------------------- | ------ |
| 2007 | Punch Lady                                  | Kvak Cshonsim (Gwak Chun-sim) | [ 16 ] |
| 2008 | BABO                                        | Jong Dzsiho (Young Ji-ho)     | [ 16 ] |
| 2010 | A Turtle's Tale: Sammy's Adventures         | Shelly (szinkronhang)         | [ 17 ] |
| 2012 | I Am                                        | önmaga                        | [ 18 ] |
| 2012 | SM Town Live in Tokyo Special Edition in 3D | önmaga                        |        |
| 2014 | Kalózok                                     | Hukmjo (Heuk-myo)             | [ 19 ] |
| 2014 | Fashion King                                | Kvak Undzsin (Kwak Eun-jin)   | [ 19 ] |
| 2017 | Real                                        | Szong Juhva (Song Yoo-hwa)    | [ 20 ] |

### Televíziós sorozatok
| Év   | Cím                                                                  | Szerep                             | Csatorna | Hiv.   |
| ---- | -------------------------------------------------------------------- | ---------------------------------- | -------- | ------ |
| 2005 | Drama City                                                           |                                    | KBS      | [ 21 ] |
| 2005 | Ballad of Seodong                                                    | fiatal hercegnő                    | SBS      | [ 16 ] |
| 2005 | Love Needs a Miracle (사랑은 기적이 필요해)                          | Na Szundzsu (Na Sun-ju), cameo     | SBS      | [ 22 ] |
| 2006 | Kkotpuniga vasszumnido (Kkotbuniga wasseumnideo) (꽃분이가 왔습니더) |                                    | KBS2     | [ 22 ] |
| 2010 | Oh! My Lady                                                          | modell, cameo                      | SBS      | [ 23 ] |
| 2012 | To the Beautiful You                                                 | Ku Dzsehi (Gu Jae-hui)             | SBS      | [ 24 ] |
| 2019 | Hotel Del Luna                                                       | Csong Dzsiun (Jeong Ji-eun), cameo | tvN      | [ 25 ] |
| 2019 | Persona 2                                                            |                                    | Netflix  | [ 26 ] |

### Televíziós műsorok
| Év      | Cím                        | Csatorna | Szerep      | Hiv.   |
| ------- | -------------------------- | -------- | ----------- | ------ |
| 2010–11 | The Music Trend            | SBS      | műsorvezető | [ 27 ] |
| 2011    | Welcome to the Show        | SBS      | önmaga      | [ 28 ] |
| 2018    | Jin Ri's Market            | Naver TV | Lead Role   | [ 29 ] |
| 2019    | The Night of Hate Comments | JTBC2    | műsorvezető | [ 30 ] |

## Díjak és jelölések
| Év   | Díj              | Kategória                                              | Jelölés              | Eredmény | Hiv.   |
| ---- | ---------------- | ------------------------------------------------------ | -------------------- | -------- | ------ |
| 2012 | SBS Drama Awards | Új sztár-díj                                           | To the Beautiful You | Elnyerte | [ 31 ] |
| 2012 | SBS Drama Awards | Legjobb páros (Cshö Minhóval (Choi Min-hóval) közösen) | To the Beautiful You | Elnyerte | [ 31 ] |